# Кассандр Македонський

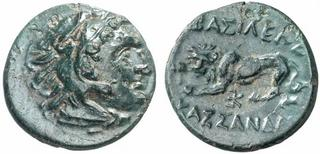
Цар Кассандр, монета, Македонія, 316 до н. е.

Касса́ндр (грец. Κάσσανδρος 355 до н. е. — 298 до н. е.) — македонський цар з 306 до н. е., син Антипатра.

## Життєпис
Після смерті батька (319 до н. е.), який призначив регентом Полісперхона, Кассандр виступив проти останнього.
У 317 до н. е. поновив олігархічний лад в Афінах.
У 316 до н. е. разом з діадохами воював проти Антигона I.
За наказом Кассандра було вбито матір Олімпіаду (316 до н. е.), дружину та сина Александра Великого (309 до н. е.). Натомість Кассандр одружився з сестрою Александра Фессалонікою, на честь якої пізніше назвав нове місто — Салоніки. Також Кассандр відновив місто Фіви.
За мирним договором між діадохами у 311 до н. е. визнаний правителем Македонії, а в 306 до н. е. прийняв царський титул. У 300 році до н. е. заснував місто Гераклея Сінтіка в південній Фракії.